# ウッチ大学

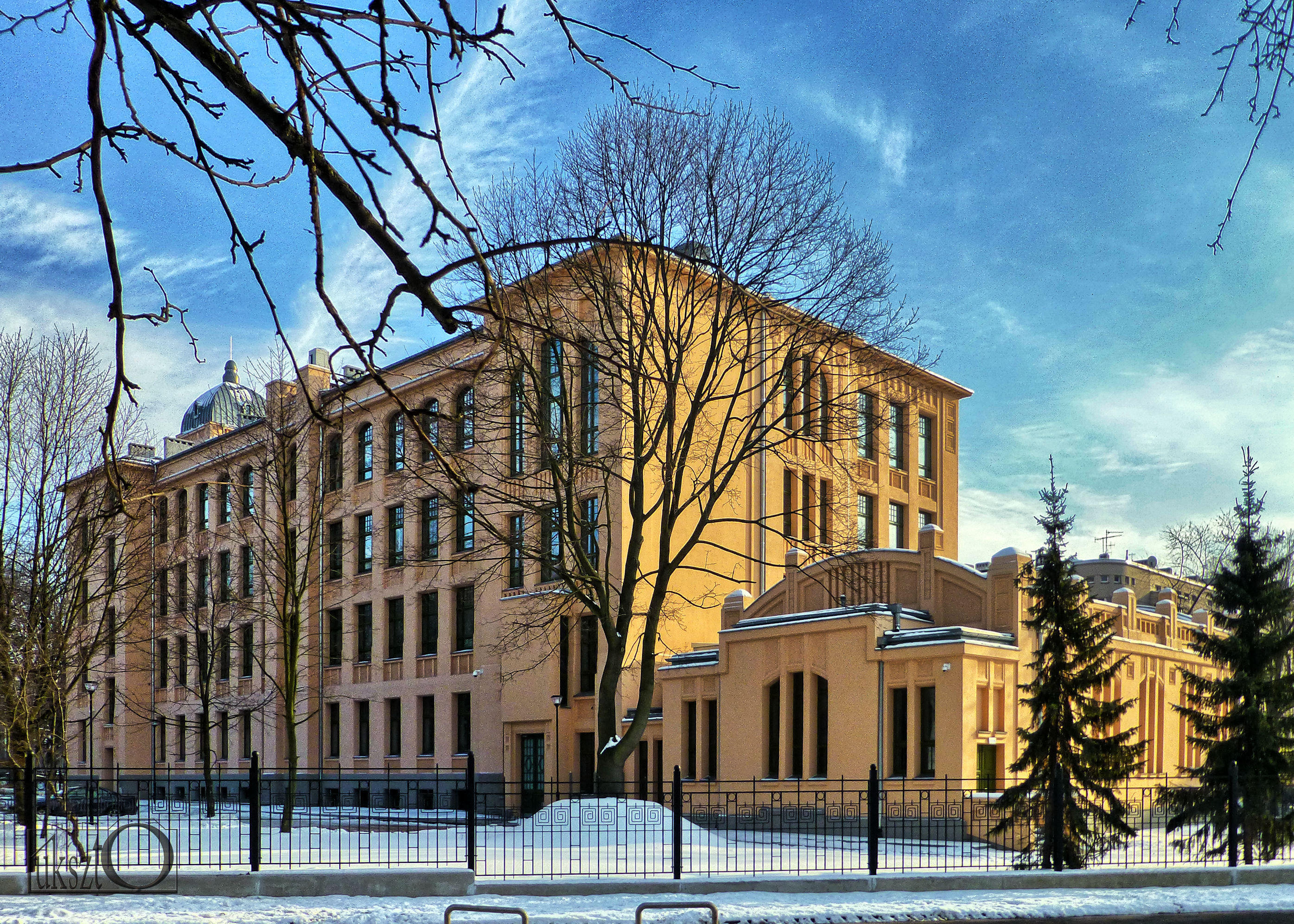

ウッチ大学（ウッチだいがく、ポーランド語: Uniwersytet Łódzki、英語: University of Lodz）はポーランド共和国ウッチ県ウッチにある国立大学。1945年創設。

## 学部
- 生物学・環境保護
- 化学
- 経済学・社会学
- 文献学
- 哲学・歴史学
- 物理学・応用情報科学
- 数学・情報科学
- 地理学
- 教育学
- 法学・行政学
- 経営学
- 国際関係・政治学

## 提携大学
- 立命館大学[5]